# Saint-Bueil
Saint-Bueil és un municipi francès situat al departament de la Isèra i a la regió d'Alvèrnia-Roine-Alps. L'any 2007 tenia 697 habitants.

## Demografia

### Població
El 2007 la població de fet de Saint-Bueil era de 697 persones. Hi havia 248 famílies de les quals 56 eren unipersonals (24 homes vivint sols i 32 dones vivint soles), 60 parelles sense fills, 104 parelles amb fills i 28 famílies monoparentals amb fills.
La població ha evolucionat segons el següent gràfic:
Habitants censats

### Habitatges
El 2007 hi havia 312 habitatges, 255 eren l'habitatge principal de la família, 33 eren segones residències i 24 estaven desocupats. 279 eren cases i 33 eren apartaments. Dels 255 habitatges principals, 210 estaven ocupats pels seus propietaris, 37 estaven llogats i ocupats pels llogaters i 8 estaven cedits a títol gratuït; 4 tenien dues cambres, 22 en tenien tres, 80 en tenien quatre i 149 en tenien cinc o més. 208 habitatges disposaven pel capbaix d'una plaça de pàrquing. A 97 habitatges hi havia un automòbil i a 137 n'hi havia dos o més.

### Piràmide de població
La piràmide de població per edats i sexe el 2009 era:
| Homes | Edats   | Dones |
| ----- | ------- | ----- |
| 0     | 95 o +  | 0     |
| 8     | 90 a 94 | 16    |
| 4     | 85 a 89 | 12    |
| 4     | 80 a 84 | 4     |
| 24    | 75 a 79 | 8     |
| 8     | 70 a 74 | 20    |
| 20    | 65 a 69 | 20    |
| 20    | 60 a 64 | 20    |
| 8     | 55 a 59 | 8     |
| 8     | 50 a 54 | 20    |
| 28    | 45 a 49 | 16    |
| 24    | 40 a 44 | 20    |
| 36    | 35 a 39 | 28    |
| 8     | 30 a 34 | 24    |
| 16    | 25 a 29 | 20    |
| 8     | 20 a 24 | 4     |
| 12    | 15 a 19 | 8     |
| 24    | 10 a 14 | 28    |
| 40    | 5 a 9   | 32    |
| 12    | 0 a 4   | 16    |

## Economia
El 2007 la població en edat de treballar era de 406 persones, 286 eren actives i 120 eren inactives. De les 286 persones actives 264 estaven ocupades (135 homes i 129 dones) i 22 estaven aturades (9 homes i 13 dones). De les 120 persones inactives 58 estaven jubilades, 35 estaven estudiant i 27 estaven classificades com a «altres inactius».

### Ingressos
El 2009 a Saint-Bueil hi havia 252 unitats fiscals que integraven 659,5 persones, la mediana anual d'ingressos fiscals per persona era de 18.619 €.

### Activitats econòmiques
Dels 23 establiments que hi havia el 2007, 1 era d'una empresa de fabricació de material elèctric, 4 d'empreses de fabricació d'altres productes industrials, 6 d'empreses de construcció, 4 d'empreses de comerç i reparació d'automòbils, 1 d'una empresa de transport, 2 d'empreses d'hostatgeria i restauració, 1 d'una empresa immobiliària, 3 d'empreses de serveis i 1 d'una entitat de l'administració pública.
Dels 7 establiments de servei als particulars que hi havia el 2009, 1 era una oficina de correu, 1 paleta, 1 guixaire pintor, 2 fusteries i 2 electricistes.
L'únic establiment comercial que hi havia el 2009 era una botiga de mobles.
L'any 2000 a Saint-Bueil hi havia 7 explotacions agrícoles.

## Equipaments sanitaris i escolars
El 2009 hi havia una escola elemental.

## Poblacions més properes
El següent diagrama mostra les poblacions més properes.